# Morti nel 2021/Novembre
| Questa pagina contiene informazioni ricavate automaticamente dalle voci biografiche con l'ausilio del template Bio e di un bot. L'aggiornamento è periodico e automatico e ricostruisce completamente la pagina. Se manca una persona in questa lista, sei pregato di non aggiungerla, ma accertati piuttosto che la sua voce biografica contenga il template Bio e che i dati anagrafici siano correttamente compilati. Se il template Bio manca, inseriscilo tu stesso o, in alternativa, metti l'avviso {{tmp\|Bio}} che ne segnala la mancanza. Se i dati riportati sono sbagliati, correggi direttamente la voce biografica; le modifiche saranno visibili in questa lista entro pochi giorni. Per chiarimenti vedi il progetto biografie. La lista contiene solo le 208 persone che sono citate nell'enciclopedia e per le quali è stato implementato correttamente il template Bio. Pagina aggiornata al 10 ago 2025. |

- 1º novembre - Giacomo Babini, vescovo cattolico italiano (n. 1929)
- 1º novembre - Aaron Beck, psichiatra e psicoterapeuta statunitense (n. 1921)
- 1º novembre - Emmett Chapman, polistrumentista, inventore e imprenditore statunitense (n. 1936)
- 1º novembre - Ezio Cini, tiratore a segno italiano (n. 1945)
- 1º novembre - Jessie Lichauco, filantropa statunitense (n. 1912)
- 1º novembre - Nelson Freire, pianista brasiliano (n. 1944)
- 1º novembre - Dieter Kalenbach, fumettista tedesco (n. 1937)
- 1º novembre - Pat Martino, chitarrista e compositore statunitense (n. 1944)
- 1º novembre - Poerio Mascella, calciatore italiano (n. 1950)
- 1º novembre - Carlo Melograni, architetto italiano (n. 1924)
- 1º novembre - Lawrence Donald Soens, vescovo cattolico statunitense (n. 1926)
- 1º novembre - Alberto Zignani, generale italiano (n. 1938)
- 2 novembre - Mario Luigi Columba, politico e ingegnere italiano (n. 1929)
- 2 novembre - Ṣabāḥ Faḵrī, cantante siriano (n. 1933)
- 2 novembre - Lucia Linari, cestista italiana (n. 1934)
- 2 novembre - John Marshall, allenatore di football americano e giocatore di football americano statunitense (n. 1945)
- 2 novembre - Dennis Moore, politico e avvocato statunitense (n. 1945)
- 2 novembre - Luciano Piquè, calciatore e allenatore di calcio italiano (n. 1935)
- 2 novembre - Viktor Putjatin, schermidore sovietico (n. 1941)
- 2 novembre - Ruby Richman, cestista e allenatore di pallacanestro canadese (n. 1934)
- 2 novembre - Neal Edward Smith, politico statunitense (n. 1920)
- 3 novembre - Joanna Bruzdowicz, compositrice polacca (n. 1943)
- 3 novembre - Helga Lindner, nuotatrice tedesca orientale (n. 1951)
- 3 novembre - Tom Matte, giocatore di football americano statunitense (n. 1939)
- 3 novembre - Eugenio Pazzaglia, calciatore italiano (n. 1948)
- 4 novembre - Norman Macfarlane, barone Macfarlane di Bearsden, imprenditore e filantropo scozzese (n. 1926)
- 4 novembre - Barbara-Rose Collins, politica statunitense (n. 1939)
- 4 novembre - Károly Király, politico romeno (n. 1930)
- 4 novembre - Ruth Ann Minner, politica statunitense (n. 1935)
- 4 novembre - Rosella Palmini Lattanzi, politica italiana (n. 1952)
- 4 novembre - Mike Pitts, giocatore di football americano e allenatore di football americano statunitense (n. 1960)
- 5 novembre - Silvio Laurenzi, costumista e attore italiano (n. 1936)
- 5 novembre - Luigi Maldera, allenatore di calcio e calciatore italiano (n. 1946)
- 5 novembre - Marília Mendonça, cantante, cantautrice e musicista brasiliana (n. 1995)
- 5 novembre - Joe Reaves, cestista statunitense (n. 1950)
- 6 novembre - Maurice Caillet, medico e scrittore francese (n. 1933)
- 6 novembre - Giuliano Cozzani, partigiano italiano (n. 1921)
- 6 novembre - Edward Fender, slittinista polacco (n. 1942)
- 6 novembre - Cissé Mariam Kaïdama Sidibé, politica maliana (n. 1948)
- 6 novembre - Pavol Molnár, calciatore cecoslovacco (n. 1936)
- 6 novembre - Angelo Mosca, giocatore di football americano e wrestler statunitense (n. 1937)
- 6 novembre - Shawn Rhoden, culturista giamaicano (n. 1975)
- 6 novembre - Franco Sioli, baritono e pianista italiano (n. 1955)
- 6 novembre - Juchym Zvjahil's'kyj, politico ucraino (n. 1933)
- 6 novembre - Luíz Antônio dos Santos, maratoneta brasiliano (n. 1964)
- 7 novembre - James Gobbo, politico, giudice e avvocato australiano (n. 1931)
- 7 novembre - Igor' Nikulin, martellista russo (n. 1960)
- 7 novembre - Jim Poole, giocatore di badminton e cestista statunitense (n. 1932)
- 7 novembre - Dean Stockwell, attore statunitense (n. 1936)
- 8 novembre - Rinus Bennaars, calciatore olandese (n. 1931)
- 8 novembre - Medina Dixon, cestista statunitense (n. 1962)
- 8 novembre - Pedro Feliciano, giocatore di baseball portoricano (n. 1976)
- 8 novembre - Enrico Fierro, giornalista e scrittore italiano (n. 1951)
- 8 novembre - Mike Harris, pilota automobilistico sudafricano (n. 1939)
- 8 novembre - Vegar Hoel, attore norvegese (n. 1973)
- 8 novembre - Kazuko Hosoki, astrologa e personaggio televisivo giapponese (n. 1938)
- 8 novembre - Sylvère Lotringer, critico letterario francese (n. 1938)
- 8 novembre - Mahlaqa Mallah, ambientalista iraniana (n. 1917)
- 9 novembre - Max Cleland, politico e militare statunitense (n. 1942)
- 9 novembre - Luigi Mario Engaku Taino, filosofo e scrittore italiano (n. 1938)
- 9 novembre - Willis Forko, calciatore liberiano (n. 1983)
- 9 novembre - Roy Holder, attore britannico (n. 1946)
- 9 novembre - Aldo Rizzo, politico e magistrato italiano (n. 1935)
- 9 novembre - Francesco Romani, karateka italiano (n. 1933)
- 9 novembre - Jakuchō Setouchi, scrittrice e monaca buddista giapponese (n. 1922)
- 10 novembre - Jun Hong Lu, educatore cinese (n. 1959)
- 10 novembre - Gazbia Sirry, pittrice e artista egiziana (n. 1925)
- 11 novembre - Graeme Edge, batterista inglese (n. 1941)
- 11 novembre - Harris Fawell, politico statunitense (n. 1929)
- 11 novembre - Frederik de Klerk, politico sudafricano (n. 1936)
- 11 novembre - Hilmar Kopper, banchiere tedesco (n. 1935)
- 11 novembre - Cristiana Lôbo, giornalista e conduttrice televisiva brasiliana (n. 1958)
- 11 novembre - Gabriel Núñez, calciatore messicano (n. 1942)
- 11 novembre - Dino Pedriali, fotografo italiano (n. 1950)
- 11 novembre - Ilo Teneqexhi, cestista albanese (n. 1936)
- 11 novembre - Mario Tosi, direttore della fotografia italiano (n. 1942)
- 11 novembre - Carl von Essen, schermidore svedese (n. 1940)
- 12 novembre - Bob Bondurant, pilota automobilistico statunitense (n. 1933)
- 12 novembre - Lothar Claesges, pistard tedesco (n. 1942)
- 12 novembre - Matthew Festing, religioso britannico (n. 1949)
- 12 novembre - Ron Flowers, calciatore inglese (n. 1934)
- 12 novembre - Gian Piero Galeazzi, telecronista sportivo, conduttore televisivo e giornalista italiano (n. 1946)
- 12 novembre - Aleksandr Lenëv, calciatore sovietico (n. 1944)
- 12 novembre - Ágata Lys, attrice spagnola (n. 1953)
- 12 novembre - Mariana Prommel, attrice e conduttrice televisiva argentina (n. 1968)
- 13 novembre - Ed Bullins, drammaturgo e scrittore statunitense (n. 1935)
- 13 novembre - Ivo Georgiev, calciatore bulgaro (n. 1972)
- 13 novembre - Gilbert Harman, filosofo statunitense (n. 1938)
- 13 novembre - Sam Huff, giocatore di football americano statunitense (n. 1934)
- 13 novembre - John Pearson, scrittore e biografo britannico (n. 1930)
- 13 novembre - Wilbur Smith, scrittore zambiano (n. 1933)
- 13 novembre - Bruno Vella, avvocato e politico italiano (n. 1933)
- 13 novembre - Emi Wada, costumista giapponese (n. 1937)
- 13 novembre - Clive Wilderspin, tennista australiano (n. 1930)
- 14 novembre - Etel Adnan, saggista e poetessa libanese (n. 1925)
- 14 novembre - Bertie Auld, calciatore e allenatore di calcio scozzese (n. 1938)
- 14 novembre - Heath Freeman, attore statunitense (n. 1980)
- 14 novembre - Luis Köster, cestista uruguaiano (n. 1942)
- 14 novembre - Antonio Molinini, compositore, polistrumentista e arrangiatore italiano (n. 1981)
- 14 novembre - Virginio Pizzali, pistard e ciclista su strada italiano (n. 1934)
- 14 novembre - Jesús Renteria, calciatore spagnolo (n. 1934)
- 15 novembre - Giovanni Colonnelli, calciatore italiano (n. 1951)
- 15 novembre - Michael Corballis, psicologo e neuroscienziato neozelandese (n. 1936)
- 15 novembre - Clarissa Eden, britannica (n. 1920)
- 15 novembre - Rena Garazioti, mezzosoprano greco (n. 1932)
- 15 novembre - Marianella Laszlo, attrice italiana (n. 1942)
- 16 novembre - Brian Clark, drammaturgo e sceneggiatore britannico (n. 1932)
- 16 novembre - Ferenc Czvikovszky, schermidore ungherese (n. 1932)
- 17 novembre - Leonid Bartenev, velocista sovietico (n. 1933)
- 17 novembre - Young Dolph, rapper statunitense (n. 1985)
- 17 novembre - Jimmie Durham, attivista e artista statunitense (n. 1940)
- 17 novembre - Theuns Jordaan, cantautore e chitarrista sudafricano (n. 1971)
- 17 novembre - Art LaFleur, attore statunitense (n. 1943)
- 17 novembre - Christine Laszar, attrice tedesca (n. 1931)
- 17 novembre - Félix Cuadrado Lomas, pittore spagnolo (n. 1930)
- 17 novembre - Igor' Savočkin, attore russo (n. 1963)
- 18 novembre - Enrico Bacher, hockeista su ghiaccio italiano (n. 1940)
- 18 novembre - Slide Hampton, trombonista e compositore statunitense (n. 1932)
- 18 novembre - Jørgen Haugen Sørensen, artista danese (n. 1934)
- 18 novembre - Dzjanis Koŭba, calciatore bielorusso (n. 1979)
- 18 novembre - Robert C. Prim, matematico e informatico statunitense (n. 1921)
- 18 novembre - Mick Rock, fotografo britannico (n. 1948)
- 18 novembre - Benone Sinulescu, cantante e musicista rumeno (n. 1937)
- 18 novembre - Kim Suominen, calciatore finlandese (n. 1969)
- 19 novembre - Rodolfo Di Biasio, poeta e scrittore italiano (n. 1937)
- 19 novembre - Costantino Fittante, politico italiano (n. 1933)
- 19 novembre - Joseph Giardina, direttore d'orchestra statunitense (n. 1929)
- 19 novembre - Don Kojis, cestista statunitense (n. 1939)
- 19 novembre - Alex Rebar, attore, sceneggiatore e produttore cinematografico statunitense (n. 1940)
- 19 novembre - Bernard Rollin, filosofo e docente statunitense (n. 1943)
- 19 novembre - Will Ryan, doppiatore statunitense (n. 1949)
- 20 novembre - Liana Borghi, attivista italiana (n. 1940)
- 20 novembre - Valerij Garkalin, attore e regista sovietico (n. 1954)
- 20 novembre - Carlo Maria Mariani, pittore italiano (n. 1931)
- 21 novembre - Robert Bly, poeta statunitense (n. 1926)
- 21 novembre - Mariėtta Omarovna Čudakova, scrittrice, critica letteraria e insegnante russa (n. 1937)
- 21 novembre - Antonio Escohotado, filosofo, giurista e saggista spagnolo (n. 1941)
- 21 novembre - Vincenzo La Russa, avvocato italiano (n. 1938)
- 21 novembre - Pere Riutort Mestre, presbitero, pedagogo e filologo spagnolo (n. 1935)
- 21 novembre - John Sewell, calciatore e allenatore di calcio inglese (n. 1936)
- 21 novembre - Lino Tardia, pittore italiano (n. 1938)
- 21 novembre - Josef van Ess, islamista tedesco (n. 1934)
- 22 novembre - Aldo Falivena, giornalista italiano (n. 1928)
- 22 novembre - John Freccero, italianista e saggista statunitense (n. 1931)
- 22 novembre - Noah Gordon, scrittore statunitense (n. 1926)
- 22 novembre - Volker Lechtenbrink, attore, doppiatore e cantante tedesco (n. 1944)
- 22 novembre - Lily Romanelli, attrice, soubrette e cantante italiana (n. 1930)
- 22 novembre - Paolo Pietrangeli, cantautore, regista e sceneggiatore italiano (n. 1945)
- 22 novembre - Pavel Visner, cestista rumeno
- 23 novembre - Chun Doo-hwan, politico e generale sudcoreano (n. 1931)
- 23 novembre - Nicola Alberto De Carlo, psicologo e giurista italiano (n. 1947)
- 23 novembre - Marko Grilc, snowboarder sloveno (n. 1983)
- 23 novembre - James Fitz-Allen Mitchell, politico sanvincentino (n. 1931)
- 23 novembre - Hans Rosendahl, nuotatore svedese (n. 1944)
- 23 novembre - Omar Sabry, pallanuotista egiziano (n. 1927)
- 24 novembre - Frank Burrows, calciatore e allenatore di calcio scozzese (n. 1944)
- 24 novembre - Ennio Doris, dirigente d'azienda, imprenditore e banchiere italiano (n. 1940)
- 24 novembre - Bernard Magnin, cestista francese (n. 1943)
- 24 novembre - Cliff Marshall, calciatore inglese (n. 1955)
- 25 novembre - Risto Kala, cestista finlandese (n. 1941)
- 25 novembre - Luciana Veschi D'Asnasch, nuotatrice e regista televisiva italiana (n. 1939)
- 25 novembre - Augusto Zweifel, calciatore italiano (n. 1921)
- 26 novembre - Doug Cowie, calciatore e allenatore di calcio scozzese (n. 1926)
- 26 novembre - Michael E. Fisher, fisico britannico (n. 1931)
- 26 novembre - Roger Fritz, attore, regista e produttore cinematografico tedesco (n. 1936)
- 26 novembre - Vincenzo Jannuzzi, fumettista italiano (n. 1946)
- 26 novembre - Heinrich Pfeiffer, presbitero e storico dell'arte tedesco (n. 1939)
- 26 novembre - Stephen Sondheim, compositore, paroliere e drammaturgo statunitense (n. 1930)
- 26 novembre - Aleksandr Timošinin, canottiere sovietico (n. 1948)
- 26 novembre - German Zonin, allenatore di calcio e calciatore sovietico (n. 1926)
- 26 novembre - Olghina di Robilant, giornalista e scrittrice italiana (n. 1934)
- 27 novembre - Adolfo, stilista cubano (n. 1923)
- 27 novembre - Curley Culp, giocatore di football americano statunitense (n. 1946)
- 27 novembre - Pierangelo Giovanolla, politico italiano (n. 1950)
- 27 novembre - Almudena Grandes, scrittrice spagnola (n. 1960)
- 27 novembre - Eddie Mekka, attore statunitense (n. 1952)
- 27 novembre - Ruy Ohtake, architetto brasiliano (n. 1938)
- 27 novembre - Giampaolo Tronchin, canottiere italiano (n. 1940)
- 28 novembre - Virgil Abloh, designer, stilista e imprenditore statunitense (n. 1980)
- 28 novembre - Pat Barrett, wrestler irlandese (n. 1941)
- 28 novembre - Andrej Choteev, pianista russo (n. 1946)
- 28 novembre - Aleksandr Borisovič Gradskij, cantante e compositore sovietico (n. 1949)
- 28 novembre - Laila Halme, cantante finlandese (n. 1934)
- 28 novembre - Emmit King, velocista statunitense (n. 1959)
- 28 novembre - Justo Gallego Martínez, monaco cristiano spagnolo (n. 1925)
- 28 novembre - Carrie Meek, politica statunitense (n. 1926)
- 28 novembre - Norodom Ranariddh, politico cambogiano (n. 1944)
- 28 novembre - Jolene Unsoeld, politica statunitense (n. 1931)
- 28 novembre - Frank Williams, imprenditore e dirigente sportivo britannico (n. 1942)
- 29 novembre - Arlene Dahl, attrice e modella statunitense (n. 1925)
- 29 novembre - William Fulco, gesuita, linguista e glottoteta statunitense (n. 1936)
- 29 novembre - Evelyn Hanack, showgirl, ballerina e coreografa tedesca
- 29 novembre - C.J. Hunter, pesista statunitense (n. 1968)
- 29 novembre - Vladimir Naumovič Naumov, regista sovietico (n. 1927)
- 29 novembre - Rhonda Lee Quaresma, culturista canadese (n. 1968)
- 29 novembre - Aleksandr Leonidovič Zajcev, ingegnere, astronomo e autore televisivo russo (n. 1945)
- 30 novembre - Marie-Claire Blais, scrittrice canadese (n. 1939)
- 30 novembre - Oriol Bohigas, architetto e urbanista spagnolo (n. 1925)
- 30 novembre - H. Jackson Brown, Jr., scrittore statunitense (n. 1940)
- 30 novembre - Domenico Di Cresce, politico italiano (n. 1943)
- 30 novembre - Phil Dwyer, calciatore gallese (n. 1953)
- 30 novembre - Ray Kennedy, calciatore e allenatore di calcio britannico (n. 1951)
- 30 novembre - Marcus Lamb, predicatore, religioso e imprenditore statunitense (n. 1957)
- 30 novembre - Melo Mafali, pianista e compositore italiano (n. 1958)
- 30 novembre - Jonathan Penrose, scacchista britannico (n. 1933)
- 30 novembre - John Sillett, calciatore e allenatore di calcio inglese (n. 1936)
- 30 novembre - Marjorie Tallchief, ballerina statunitense (n. 1926)
- 30 novembre - Erwin Wilczek, allenatore di calcio e calciatore polacco (n. 1940)